# Jianfengia multisegmentalis
La jianfengia (Jianfengia multisegmentalis) è un artropodo estinto, vissuto nel Cambriano inferiore (circa 520 milioni di anni fa). I suoi resti fossili sono stati ritrovati in Cina, nel giacimento di Maotianshan.

## Descrizione
Lunga circa due centimetri, questa creatura possedeva un corpo allungato costituito da 12 segmenti (tergiti), un capo corto e una coda (telson). Vi era un paio di occhi, forse posti su peduncoli, proprio di fronte al margine anteriore dello scudo cefalico, quest'ultimo segmentato in tre parti. Le tergiti che costituivano il tronco erano semplici e di forma arrotondata, mentre il telson era lungo e stretto, forse terminante in una punta.
Sul capo era presente una coppia di appendici di notevoli dimensioni: costituite da una prima parte lunga e sottile e da una successiva più larga e dotata di spine, queste appendici potrebbero essere state delle antenne. La testa e il corpo contenevano altre 25 paia di appendici biramate, simili a quelle classiche presenti negli artropodi primitivi: gli arti deambulatori (endopodi) erano lunghi e segmentati, forse dotati di una spina all'estremità, mentre i rami esterni (esopodi) erano costituiti da una struttura simile a una pagaia allungata, con setole sulla parte esterna. Nei fossili sono anche visibili tracce del canale alimentare, conservato sotto forma di pellicola scura, lunga e sottile lungo il corpo e di forma ovale nella testa.

## Classificazione
A causa delle “grandi appendici”, questo artropode è stato considerato un possibile parente di altri animali dotati di strutture simili provenienti sia da Maotianshan che da Burgess Shales (Canada), come Leanchoilia e Fortiforceps. L'animale a cui però Jianfengia assomiglia di più è Yohoia tenuis, rinvenuto a Burgess Shales; quest'ultimo, tuttavia, aveva occhi ben più grandi, e molti meno segmenti del tronco, così come un telson di forma diversa.

## Stile di vita
Si può ipotizzare che la jianfengia fosse un animale che viveva sul fondo del mare; gli endopodi appuntiti potevano essere utili per spostarsi sul sedimento, e anche gli esopodi appiattiti, oltre che per la respirazione, potevano servire a muoversi. Le “grandi appendici” dotate di spine, invece, erano forse utili ad afferrare piccole prede.